# Església de Sant Joan Baptista de Manises
L'Església Parroquial de Sant Joan Baptista o Capella del Sagrari és un temple catòlic situat a la plaça de l'Església en el municipi de Manises. És Bé de Rellevància Local amb identificador nombre 46.14.159-001.